# Station Szachy
Station Szachy is een spoorwegstation in de Poolse plaats Szachy.